# .kh
.kh는 캄보디아의 인터넷 국가 코드 최상위 도메인이다. 캄보디아 전자통신부에서 관리된다.

## 2차 도메인
- per.kh 개인 이름
- com.kh 영리 단체
- edu.kh 교육 시설
- gov.kh 정부 단체
- mil.kh 군사 단체
- net.kh 네트워크 인프라
- org.kh 비영리 단체